# Vanessa myrinna
Vanessa myrinna (denominada popularmente, em língua inglesa, de Vivid Painted Lady) é uma borboleta neotropical da família Nymphalidae e subfamília Nymphalinae, encontrada na Mata Atlântica do Brasil, na Colômbia, Equador e Peru até o Paraguai. Foi classificada por Doubleday, com a denominação de Pyrameis myrinna, em 1849.

## Descrição
Indivíduos desta espécie possuem as asas com envergadura de 5.6 a 6 centímetros, de contornos mais ou menos serrilhados e com tonalidades em vermelho, rosa e laranja, vistos por cima; além de apresentar característicos desenhos marmoreados em negro e branco, na metade superior das asas anteriores, e marrom; principalmente com uma distinta faixa desta última tonalidade na região central das asas posteriores, onde também se localiza pequena área em azul, próxima à sua borda inferior. Vistos por baixo, apresentam, principalmente, desenhos em rosa na parte central das asas anteriores e um par de ocelos, bem visíveis, localizados em uma área de coloração marrom das asas posteriores.

## Hábitos
Segundo Adrian Hoskins, esta espécie pode ser encontrada em uma ampla variedade de ambientes antrópicos; ao longo das margens de clareiras, em habitats de floresta secundária e em campos, áreas rochosas áridas, pastagens, jardins e praças, em altitudes de cerca de 1.800 a 3.000 metros. É ativa nas horas quentes do dia, tendendo a ser vistos em grupos de 2 ou 3 indivíduos. Se alimentam de néctar floral.